# اندیس دوزخ دره
دوزخ دره یک اندیس فلزی است که در حوالی شهر رحمان آباد استان کرمان قرار دارد و مادهٔ معدنی موجود در آن، مس است.سنگ میزبان این اندیس پیروکلاستیک است  در این اندیس، پاراژنز‌های پیریت یافت می‌شوند.